# Kyra Kyrklund
Kyra Kyrklund (Helsinki, 30 novembre 1951) è una cavallerizza finlandese.
Vanta sei partecipazioni ai Giochi olimpici. Con la sciatrice Marja-Liisa Kirvesniemi, suo marito Harri, l'hockeista Raimo Helminen e il tiratore Juha Hirvi compone il quintetto degli atleti finlandesi con maggior numero di partecipazioni olimpiche, sei per l'appunto.

## Partecipazioni olimpiche
1. Mosca 1980
2. Los Angeles 1984
3. Seul 1988
4. Barcellona 1992
5. Atlanta 1996
6. Pechino 2008

## Palmarès
- 5º posto a Mosca 1980 (dressage individuale)
- 5º posto a Seul 1988 (dressage individuale)
- 5º posto a Barcellona 1992 (dressage individuale)